# Erwin Jehle
Erwin Jehle (* 12. März 1923; † 22. Juni 2004) war ein liechtensteinischer Skilangläufer.

## Biografie
Erwin Jehle startete bei den Olympischen Winterspielen 1948 in St. Moritz über 18 Kilometer und belegte wegen einer Grippeerkrankung lediglich den 83. Rang.